# Redding (Califórnia)
Redding é uma cidade localizada no estado americano da Califórnia, no condado de Shasta, do qual é sede. Foi incorporada em 4 de outubro de 1887.

## Geografia
De acordo com o United States Census Bureau, a cidade tem uma área de 158,4 km², onde 154,5 km² estão cobertos por terra e 3,9 km² por água.

### Localidades na vizinhança
O diagrama seguinte representa as localidades num raio de 32 km ao redor de Redding.

## Demografia
Segundo o censo nacional de 2010, a sua população é de 89 861 habitantes e sua densidade populacional é de 581,65 hab/km². É a cidade mais populosa do condado de Shasta. Possui 38 679 residências, que resulta em uma densidade de 250,36 residências/km².